# Polyaromatické uhlovodíky

Strukturní vzorec [[benzo(a)pyren|benzo[a]pyrenu]]

Strukturní vzorec antracenu

Strukturní vzorec pyrenu

Fluoranthen - strukturní vzorec

Polycyklické aromatické uhlovodíky (PAU nebo PAH z anglického polyaromatic hydrocarbons) jsou skupinou aromatických uhlovodíků s nejméně dvěma benzenovými jádry, které vznikají převážně během nedokonalého spalování.

## Vlastnosti
Existují stovky polyaromatických uhlovodíků. Fyzikální a chemické vlastností jednotlivých látek závisejí na jejich molekulové hmotnosti - s rostoucí molekulovou hmotností klesá jejich těkavost nebo rozpustnost ve vodě a naopak roste bod tání, bod varu či lipofilita.

## Zdroje znečištění PAU
Významným zdrojem znečištěním polyaromatickými uhlovodíky jsou průmyslové podniky (chemičky, hutě, elektrárny, teplárny), ale také spalovací motory dopravních prostředků nebo lokální topeniště. Ve vnitřním prostředí mohou být významným zdrojem PAU kouření, hoření svíček, vonných tyčinek nebo tepelná úprava potravin (grilování, smažení). Vznikají také v menší míře avšak toxičtější dusíkaté sloučeniny (NPAH).

## Zdravotní rizika
Řada polyaromátů jsou látky mutagenní a karcinogenní. V pokusech na zvířatech byly pozorovány nepříznivé účinky na kůži a krvetvorbu, poškození dýchacího a imunitního systému, reprodukce atd. Mohou negativně působit na vývoj žab a mohou tak významně přispívat k celosvětovému snižování populací obojživelníků.
Nejlépe byl prozkoumán benzo(a)pyren (BaP), který může být vdechnut, ale vstupuje do těla i pokožkou. Expozice BaP může vést k ohrožení zdravého vývoje plodu, ke vzniku rakoviny, k podráždění až popálení kůže.

## Situace v České republice
V roce 2011 byly v České republice měřeny koncentrace PAU na 33 stanicích, které sledovaly soubor dvanácti látek: fenanthren, antracen, fluoranten, pyren, benzo(a)antracen, chrysen, benzo(b)fluoranten, benzo(k)fluoranten, benzo(a)pyren, dibenz-(a,h)antracen, benzo(g,h,i)perylen a indeno(c,d)pyren. Výsledky imisního monitorování je možné nalézt na stránkách Českého hydrometeorologického ústavu.
U karcinogenního benzo(a)antracenu byly zjištěny roční průměry v rozpětí od 0,8 do 10,2 ng·m−3. Vysoké koncentrace BaP naměřily stanice v Ostravě a v Karviné. V zimním období v některých dnech činila průměrná denní koncentrace více než 30 ng·m−3.